# Tobias Künzel
Tobias Künzel (Lipcse, 1964. május 26.) a Die Prinzen nevű német együttes frontembere és billentyűse.
1982-ben játszott első zenekarában, amely a Puma nevet viselte. 1984-88 között a lipcsei zeneakadémián tanult. Emellett hatalmas sikereket ért el Amor und Kids nevezetű bandájával az NDK színpadain. Legnagyobb slágerük a „Komm doch mit zu ’nem Ritt auf dem Sofa” (Gyere velem egy kis lovaglásra a kanapéra) címet viselte. A fordulat után felszámolta az Amor együttest és a Die Prinzen frontembere lett. 1997-ben az Elixier musical zeneszerzőjeként a hatalmas premiersiker jubileumát ünnepelte